# Ellisville (Missouri)
Ellisville é uma cidade localizada no estado americano do Missouri, no Condado de St. Louis.

## Demografia
Segundo o censo americano de 2000, a sua população era de 9104 habitantes.
Em 2006, foi estimada uma população de 9286, um aumento de 182 (2.0%).

## Geografia
De acordo com o United States Census Bureau tem uma área de 11,3 km², dos quais 11,3 km² cobertos por terra e 0,0 km² cobertos por água.

## Localidades na vizinhança
O diagrama seguinte representa as localidades num raio de 8 km ao redor de Ellisville.